# Кононов Микита Валентинович
Кононов Микита Валентинович (нар. 22 січня 2003) — український футболіст, правий захисник клубу ЮКСА.

## Клубна кар'єра

### Перші роки
Народився у Дніпрі. Кононов починав кар'єру в академії Дніпра з рідного міста. Потім продовжив у академії клубу «Дніпро-1».

### Дніпро-1
У серпні 2019 року Кононов підписав контракт із новоспеченим клубом української Прем'єр-ліги «Дніпро-1», але грав лише в молодіжному чемпіонаті України та дебютував в українській Прем'єр-лізі, вийшовши на заміну у другому таймі у переможному виїзному матчі проти харківського «Металіста» 23 жовтня 2022.